# Randers HK
Maillots
Randers Handball Klub est un club féminin de handball situé dans la ville de Randers au Danemark. Fondé en 1996, il dispute le championnat du Danemark et la coupe d'Europe pendant de nombreuses saisons avant de déposer le bilan en novembre 2022.

## Histoire
Randers HK est né en 1996 de la réunion de plusieurs petits clubs de la municipalité de Randers. L'objectif était alors de créer un club pouvant représenter la région au niveau national.
En 2000, le Randers HK obtient son premier résultat majeur en se hissant en finale de la coupe des Villes, la plus petite des coupes d'Europe (C4). Dix plus tard, elle atteint à nouveau une finale européenne en Coupe de l'EHF (C3) que le club remporte.
Sur la scène nationale, après deux deuxièmes place en 2010 et 2011, le Randers HK est vainqueur du Championnat du Danemark en 2012 puis s'impose en coupe du Danemark en 2017
En novembre 2022, le club a choisi de se déclarer en faillite avec effet immédiat, le club n'ayant pas réussi à collecter un peu plus de 5 millions de couronnes,. L'équipe a été retirée du Championnat du Danemark et les points gagnés et les résultats ont été annulés.

## Palmarès
compétitions internationales
- vainqueur de la Coupe de l'EHF (C3) en 2010
- finaliste de la coupe des Villes (C4) en 2000

compétitions nationales
- Championnat du Danemark
  - vainqueur en 2012
  - Deuxième en 2010, 2011
- vainqueur de la coupe du Danemark en 2017

## Joueuses célèbres
Parmi les joueuses ayant évolué au club, on trouve :
- Gitte Andersen (2007-2018)
- Macarena Aguilar (2012-2014)
- Carmen Amariei (2004-2005)
- Verónica Cuadrado (2011-2012 et 2013-2015)
- Camilla Dalby (2006-2013 et 2015-2019)
- Siraba Dembélé (2012-2013)
- Josefine Dragenberg (2013-2020)
- Jelena Erić (2009-2011)
- Katrine Fruelund (1997-1999 et 2006-2012)
- Linn Gossé (2014-2016)
- Cecilie Greve (2015-2017)
- Kathrine Heindahl (2013-2017)
- Mie Højlund (2014-2017)
- Sabina Jacobsen (2012-2014)
- Rut Arnfjörð Jónsdóttir (2014-2016)
- Mathilde Juncker (2017-2021)
- Mai Kragballe Nielsen (2019-01/2022)
- Berit Kristensen (2004-2013)
- Chana Masson de Souza (2007-2013)
- Stefanie Melbeck (1999-2001)
- Mari Molid (2016-2018)
- Stéphanie Moreau (2001-2003)
- Susann Müller (2011-2012)
- Anja Nielsen (2004-2005)
- Ann Grete Nørgaard (2006-2008)
- Terese Pedersen (2006-2009)
- Jovana Risović (2016-2017)
- Jamina Roberts (2018-2020)
- Jane Schumacher (2014-2016)
- Cecilie Thorsteinsen (1999-2001)
- Angelica Wallén (2013-2015)
- Nina Wörz (2016-2012)
- Chao Zhai (2000-2004)

## Identité visuelle

?-?
Jusqu'en 2022